# Semiothisa niptra
Semiothisa niptra är en fjärilsart som beskrevs av Paul Dognin 1906. Semiothisa niptra ingår i släktet Semiothisa och familjen mätare. Inga underarter finns listade i Catalogue of Life.